# ケンエレファント
株式会社ケンエレファントは、東京都千代田区に本社を置くフィギュアメーカー。

## 沿革
- 2000年2月 - 有限会社ケンエレファントとして東京都中央区八重洲に設立され、キャンペーン・ノベルティの企画・製造業務を始める。
- 2002年2月 - 株式会社化。同年から業界初となる海洋堂製フィギュアをペットボトルの首掛けノベルティとした。
- 2004年7月 - 東京都千代田区神田神保町に移転。
- 2007年12月 - 【NEWSED PROJECT】をスタートさせる。
- 2009年5月 - NEWSED公式ホームページおよびオンラインショップ開設、ネット販売をスタートさせる。
- 2010年4月 - 海洋堂製『特撮リボルテック』販売開始。
- 2011年9月 - 東京都千代田区猿楽町に移転。
- 2012年2月 - 海洋堂製『リボルテックタケヤ』販売開始。海洋堂製『北海道フィギュアみやげ』販売開始。
- 2017年3月 - 学びの場『神保町大学』を開講
- 2017年6月 - 上野駅構内「エキュート上野」にておみやげ専門店『上野ランド』を開店[1]
- 2017年8月 - 出版エージェンシーのクラウドブックス株式会社と共同で出版事業『クラーケン』を開始[2]
- 2018年 - ソフビ工場『中空工房』を開始
- 2020年8月 - JR秋葉原駅構内にてカプセルトイショップ『ケンエレスタンド』を開店[3]
- 2020年8月 - 東京駅エキナカにてアートギャラリー＆アートショップ『VINYL TOKYO』を開店[4]
- 2021年1月 - 出版レーベル『ケンエレブックス（Kenele Books）』を開始[5]

## 主な事業
- フィギュアみやげ / FIGURE
- REVOLTECH / ACTION FIGURE,DISTRIBUTOR,REVOLTECH
- NEWSED / BRAND,PRODUCT
- kraken / PUBLISHER
- 神保町大学 / SCHOOL
- 縁起物百貨店 / BRAND,PRODUCT
- 中空工房 / EXPERIENCE,FACTORY
- 上野ランド / SHOP
- RECYCLE STANDARD / BRAND,PRODUCT
- SAKUSI / BRAND,PRODUCTI
- クラーケン
  - クラーケンコミックス
- ケンエレブックス